# Paula Abdul
Paula Julie Abdul (San Fernando, Kalifornia, 1962. június 19. –) kétszeres Grammy- és kétszeres Primetime Emmy-díjas amerikai énekes, koreográfus, dalszerző, táncos és televíziós személyiség.
Karrierjét 18 évesen a Los Angeles Lakers csapatában kezdte, mint pompomlány. A 80-as években igen keresett koreográfus volt, meghatározó személyisége az ebben az évtizedben indult videóklipkorszaknak. Az 1980-as évek végén és a 90-es évek elején hat slágere lett listavezető a Billboard Hot 100 slágerlistán. Az Opposites Attract című dalához készült videóklipjével megkapta a legjobb klipnek járó Grammy-díjat, emellett két alkalommal a Primetime Emmy díjkiosztón is elnyerte a legkiemelkedőbb koreográfusnak járó elismerést.
A korai sikerek után Abdul élete szakmai és magánéleti kudarcokkal volt tele. A 2000-es években az amerikai American Idol tehetségkutató verseny zsűritagjaként volt jelen, azonban a 8. szezonban elhagyta a zsűrit, és a CBS által indított Star című, rövid életű – szintén tehetségkutató – műsorban szerepelt 2011-ben, majd az amerikai X Factor csapatát erősítette egykori kollégájával, Simon Cowell-lel, akivel még az American Idolban ismerkedett meg. 2012-ben a Dancing with the Stars-ban, míg 2013-ban a So You Think You Can Dance 10. évadában szerepelt, majd 2014-ben a fent említett tehetségkutató ausztrál változatában szerepelt.

## Fiatalkora
Paula Abdul a kaliforniai San Fernandóban született, zsidó szülők gyermekeként. Apja, Harry Abdul Aleppóban született és Brazíliában nevelkedett, majd az Egyesült Államokba költözött. Anyja Lorraine M. (született Rykiss) zongorista Kanadában, a manitobai Minnedosa városkában nőtt fel, ősei Oroszországból, és Ukrajnából származnak. Abdul kanadai állampolgár, van egy nővére, Wendy, aki hét évvel idősebb nála. Abdul 1980-ban végzett a Van Nuys Középiskolában.
Abdulra nagy hatással volt Gene Kelly az Ének az esőben című filmből, mely meghatározta későbbi koreográfus karrierjét is. Elkezdett táncórákat venni, tanult jazzbalettet is, és szerepelt egy kis költségvetésű filmben is, a Junior High Scool címűben, 1980-ban. Középiskolájában pompomlányként tevékenykedett, majd a Los Angeles Lakers NBA kosárlabdacsapatban mint pompomlány, majd később a csapat vezető koreográfusa lett.

## Pályafutása

### 1982–1986: A Tánc és koreográfus időszaka
Abdul a The Jacksons fiúzenekartól leste el azokat a táncmozdulatokat, melyeket később kamatoztatott. A csapat a Los Angeles Lakers NBA kosárlabda meccsén lépett fel. Abdul később azt nyilatkozta, hogy félt a zenekarhoz odamenni, és megkérdezni, hogyan kell táncolni. Fiatal volt, és félt. Tánctudásában mégis fontos szerepe volt a Torture című The Jacksons című videóklipnek, ahonnan elleste a mozdulatokat. Abdul tehetségét zenei videoiban is láthatjuk. Tehetségének köszönhetően a The Jacksons csapat Victory túrnéján őt választották az együttes koreográfusának.
Abdul több zenei videó koreográfiáját tervezte a 80-as években. Többek között Janet Jackson videóiban is tevékenykedett. 1995-ben Abdul kiadott egy videókazettát, melynek címe Paula Abdul Get Up And Dance, melyen egyéni edzés, és tánc bemutatók voltak. 2003-ban újra kiadták DVD-n is. A második videó 1998-ban a Cardio Dance címet kapta, mely 2000-ben jelent meg DVD-n. 2005 decemberében Abdul elindított egy úgynevezett pompom fitness DVD tánc sorozatot Cardio Cheer néven, mely a gyermekeket és a tizenéves lányokat ösztönözte a tánc és pompom örömére.
Abdul több televíziós műsorban tevékenykedett, úgy mint a The Tracey Ullman Show, az Amerikai Zenei Díjkiosztó, Academy díjkiosztó, és számos reklámfilmen is részt vett, úgy mint a Burger King reklámfilmjei is, és a 2005-2006-os NFL szezon reklámfilmjei is.

### 1987–1994: A Forever Your Girl és Spellbound albumai
1987-ben Abdul készített egy demo felvételt, azonban hangja még képzetlen volt annak ellenére, hogy a Junior High School című filmben már hallhatták énekhangját. Nem is fektetett nagy hangsúlyt korábban hangja csiszolására, inkább a koreográfiára összepontosított. Azonban a 80-as évek végén énektanárhoz járt, hogy hangja még erőteljesebb, jobb legyen.
1988-ban megjelent Abdul debütáló Forever Your Girl című debütáló albuma, mely 64 hétig a Billboard 200-as album eladási listán 1. helyezést ért el. Az album 1989 tavaszán és nyarán multi platinum státuszt kapott. Az albumról három kislemez jelent meg 1989 és 1990-ben a Straight Up, Forever Your Girl, valamint a Cold Hearted, Opposites Attract című. Ez utóbbihoz készült Grammy-díjas videóban MC Skat Kat – egy animált macska – is szerepelt. Az albumhoz tartozó Shut Up and Dance című remix album szintén helyezett lett a Billboard album lista 7. helyén. A lemez a mai napig az egyik legsikeresebb remix album.
A 33. Grammy Awards díjkiosztó gálán Abdul a legjobb zenei videó kategóriában Grammy díjat nyert az Opposites Attract című dalhoz készült klippel. E mellett jelölték még a legjobb női pop előadó kategóriájában a Straight Up című dalban nyújtott ének tehetségéért, azonban ezt nem ő, hanem Bonnie Raitt Nick Of Time című dalával nyerte meg.
1991 elején Yvette Marine háttér énekes beperelte Abdult és a Virgin Records kiadót, mely szerint ő énekel az albumon, és nem Abdul. Egy hónap elteltével a bírósági eljárások befejeztével a lemezkiadó és Paula Abdul is megnyerte a pert.
Abdul 1991-es Spellbound című albumából 7 millió példány kelt el szerte a világban. Az első kimásolt kislemez a Rush Rush című ballada volt, mely a Billboard Hot 100-as listán egymást követően 5 héten át listavezető volt. A második kimásolt dal a Promise A New Day című kislemez volt, mely szintén 1. helyezést ért el, illetve egy Top 10-es dal a Blowing Kisses In The Wind. Ezt követte még két Top 20-as sláger a Vibeology, és a Will You Marry Me című dal. A dalokat Peter Lord, Jeffrey Smith és Sandra St. Victor írta, akik a The Family Stand formáció tagjai. Az albumon található U című dalt Prince írta.
Abdul 1991 októberétől egészen 1992 nyaráig koncertezett. Under My Spell Tour című koncertkörútját majdnem törölték egy próbán történt baleset miatt. Abul még ebben az évben diétás kólát reklámozott. A reklámban úgy táncol, mint fiatal példaképe Gene Kelly.
Abdul 1991 decemberében kapott egy csillagot Hollywoodban a hírességek utcáján.

### 1995–2001: Head Over Hells – az új album
Abdul súlyos evészavarral küszködött, majd 1995-ben sikerült kigyógyulnia ebből, és visszatért a rivaldafénybe. Elkészült új albuma Head Over Heels címmel, melyről a My Love Is Real című dal jelent meg kislemezen. A dal R&B és közel keleti elemeket tartalmaz. Ehhez segítségül kérte Ofra Haza jemeni-izraeli énekesnőt. A dalhoz tartozó klipet szerte a világon játszották a zenecsatornák, és a klubokban is tarolt. A Billboard Hot Dance Music Club játszási lista 1. helyéig jutott. A Billboard Hot 100-as listán csupán a 28. helyig jutott.
A második kislemez, a Crazy Cool a 13. helyig jutott a dance listákon. Az albumról kimásolt 3. és egyben utolsó kislemez az Ain't Never Gonna Give You Up 3 millió példányban kelt el világszerte.
1997 januárjában Abdul az ABC televízió által bemutatott Touched By Evil című filmben szerepelt, mint üzletasszony, aki rájött, hogy barátja sorozatos erőszaktevő. Ugyanebben az évben Abdul megírta a Spinning Around című dalt, melyet eredetileg saját magának írta, és tervezte a nagy visszatérést, azonban ez nem valósult meg. Ehelyett a dalt Kylie Minogue vitte sikerre a dalt. A dal producere egyébként Kara DioGuardi volt, aki az American Idol című tehetségkutatóban is szerepelt. A dal számos országban No1. helyezést ért el.
Mivel Abdul zenei visszatérése meghiúsult, ezért mint koreográfus tevékenykedett számos film, és színházi produkcióban, többek között egy 1998-ban bemutatott musicalben, ahol a pompom jelenetekért volt felelős, illetve az 1999-es Amerikai Szépség című filmben is. 2001-ben a Skirts című drámai sorozat pilot epizódjában szerepelt, mint vezetőedző, azonban ez a pilot epizód soha nem került adásba. A sorozatot egyébként az MTV már műsorra tűzte, ami egy középiskolai pompom csapatról szól.
2000-ben megjelent a Greatest Hits című válogatás CD a Virgin Records kiadónál, mely az összes slágert tartalmazza, illetve az 1992-es Beverly Hills 90210 című film egyik betétdalát is, a Bend Time Back 'Round címűt.

### 2002–2009 American Idol
2002-ben Abdul az American Idol című tehetségkutató műsorban Simon Cowell és Randy Jackson oldalán tűnt fel, mint zsűritag, ahol több ezer amatőr versenyzőt hallgattak meg, és értékeltek. Abdult többször is megdicsérték, hogy mennyire szimpatikus, és könyörületes volt a versenyzőkkel szemben. Ez természetesen nem tetszett a többi zsűritagnak, mivel Cowell erősebben, sokszor szívszaggatóan bírálta a versenyzőket. Ettől Abdul megrémült, és otthagyta a műsort. A versenyzők értékelésében gyakran ellent mondott a zsűritagok véleménye, és később Cowell azt nyilatkozta, hogy Abdulnak nagy szerepe volt abban, hogy ne hagyja ott a műsort.
Az American Idol tehetségkutató műsor után Abdul mint riporter dolgozott az Entertainment Tonight című műsorban.
2006 márciusában a Fox bejelentette, hogy Abdul legalább három évig nem vesz részt az American Idol című tehetségkutató műsorában, ehelyett korábbi zsűri társa Simon Cowell meghívta őt vendég zsűritagként a brit The X Factor tehetségkutató műsorában, mely hasonló tematikával működik, mint az American Idol. Abdul jelen volt a későbbi győztes, Leona Lewis első meghallgatásánál is.
Paula Abdul második legnagyobb slágereket tartalmazó CD-je a Greatest Hits: Straight Up! címet kapta, mely szintén a Virgin Records kiadónál jelent meg 2007. május 8-án. A lemezen mind a hat No1. sláger zenei videója is látható, illetve elérhető az iTunes áruházban is. Eközben elindult egy valóságshow Paula Abdul mindennapjairól, melynek Scott Sternberg volt a producere, és az első részt 2007. június 8-án mutatták be. A valóságshow azonban csupán egy szezont ért meg, a kritikusok, és a rajongók csúnyán elítélték Abdult a viselkedése miatt a műsorban.
2007-ben Abdul saját ékszerkollekciót dobott a piacra, melyet az QVC amerikai kábelhálózaton népszerűsített. Abdul QVC beli megjelenését eredményezte, hogy több mint 34.000 darab kelt el kollekciójából.
2008-ban Abdul közel 13 év után visszatért a zenei életbe a Dance Like There's No Tomorrow című dallal, melyet Randy Jackson-nal közösen vett fel, és a dal szerepel a Randy Jackson Music Club Vol 1. című albumon mint első zeneszám szerepelt. A dal az On Air Ryan Seacrest című rádióadásban debütált. A dalt Abdul elénekelte a Super Bowl XLII című játék show műsorában is. A dal csupán a Billboard 100-as lista 62. helyéig jutott, az iTunes eladási listán a 11. míg a Hot Dance Club Play játszási listán 2. helyig jutott. Abdul szerepelt a Hotel Babylon című brit vígjáték-dráma televíziós sorozat 3. évadjának 1. részében is, melyet az Egyesült Királyságban 2008. február 19-én mutattak be.
2008 februárjában Abdul bejelentette, hogy új albumon dolgozik.
2009 januárjában Abdul házigazdája volt a RAH! című 90 perces pompom versenyt közvetítő műsornak, mely az MTV-n került bemutatásra. A legjobb versenyzőt Abdul győztesként emelte ki, és megjutalmazta. 2009-ben Abdul új dallal jelentkezett az I'm Just Here for the Music cíművel, melyet eredetileg Kylie Minogue kilencedik, Body Language című albumára szántak. A dal a KIIS-FM műsorában hangzott el először, és a Billboard lista 87. helyéig jutott. Abdulnak ez volt a 15. Billboard listás dala.
Abdul menedzsere David Sonenberg a Los Angeles Times-nak 2009. július 18-án azt nyilatkozta, hogy valószínűleg Abdul nem ül vissza az American Idol székébe. A tehetségkutató és Abdul között a megállapodás nem jött létre, és a menedzser interjúja után Abdul is megerősítette a hírt, hogy nem tér vissza a tehetségkutató 9. szezonjára sem. Abdul helyére Ellen DeGeneres került. Abdul szezononként 5 millió dollárt keresett a tehetségkutatóval.
2009. augusztus 18-án jelentették,hogy Abdul tárgyalt az Idol menedzsereivel egy esetleges visszatéréssel kapcsolatban, de ez nem jön létre. Ehelyett a Dancing With The Stars 9. évadjába érkezett mint zsűritag.
Abdul Idol beli távozása mögött nem pénzügyi okok álltak.

### 2010–2015: Life Dance
2010 januárjában Abdul és társalapítója létrehozta az Auditionbooth.com weboldalt, mely lehetővé teszi, hogy feltörekvő tehetségek csatlakozzanak, és megmutassák tehetségüket.
2011-ben Abdul a CBS által indított Live To Dance (korábban Got To Dance) című táncverseny zsűritagjaként volt jelen, azonban a műsor nem váltotta be a hozzű fűzött reményeket, így az első évad után törölte a CBS a műsoráról.
2011. május 8-án Simon Cowell bejelentette, hogy Abdul visszatér a The X Factor amerikai változatába, mint zsűritag. A zsűri tagjai között LA Reid és a Girls Aloud együttesből Cheryl Cole foglalt helyet. Azonban Cole később távozott a zsűriből, és a helyét a Pussycat Dolls énekesnője Nicole Scherzinger vette át, aki Steve Jones mellett volt a társ házigazda. Az első adás 2011. szeptember 21-én volt Los Angelesben, Kaliforniában. Abdul mellett Pharrell Williams volt a vendég, aki segítette a válogatást, és akinek a házában került sor erre a Kaliforniai Santa Barbarában. Abdul versenyzői azonban kiestek a versenyből.
Abdul 2012 januárjában bejelentette, hogy nem tér vissza a tehetségkutató műsor 2. évadjába. Abdul helyére Demi Lovato került 2012. október 15-én. Abdul azonban részt vett, mint vendég zsűritag a Dancing With The Stars műsorába, ahol előadta egy "Dream Medley" mix keretében legnagyobb slágereit újrakevert változatban. Úgy mint a Straight Up, Cold Hearted, Forever Your Girl című dalokat. A Straight Up című dalt egyébként Candice Glover amerikai R&B énekesnő az American Idol című tehetségkutatóban elő is adta.
2013. július 9-én Abdul vendég zsűritag volt a So You Think You Can Dance tehetségkutató 10. szezonjában. Októberben a megújult So You Think You Can Dance Ausztrál változatában szerepelt, melyet az ausztrál Network Ten televízió sugárzott. 2014. február 9-től május 1-ig. Abdul, mint állandó tag volt jelen a válogatáson. A megújult változatban számítanak részvételére a szervezők.
2014 áprilisában Abdul vendég volt RuPaul Drag Race című műsorának 6. évadjában, mint zsűritag, illetve júniusban játszott Karl Kennedyvel az ausztrál Szomszédok (Neighbours) című szappanopera egy részében is, melyben anno Kylie Minogue és Jason Donovan is játszott. 2015-ben vendégszerepelt a Real Husbands of Hollywood című vígjátéksorozat 4. évadának nyitóepizódjában. Egy komikus jelenetben tűnt fel Arsenio Hall társaságában, ahol megpróbálta kidobni Hallt a medenceházából. 2015. november 16-án Charles "Chucky" Klapow, Renee Richie és Nakul Dev Mahajan mellett megnyerte a World Choreography Award díjat Kiemelkedő koreográfia digitális formátumban kategóriában a Check Yourself című videóért. 2015. november 22-én Donnie Wahlberg társaságában adta át a Kedvenc női előadó – Pop/Rock díjat a 43. American Music Awards gálán; ugyanazt a díjat, amelyet Abdul 1990-ben nyert meg az AMA-n, és amelyet akkoriban Wahlberg adott át neki.

### 2016–
2016. augusztus 6-án 26 év után először adott teljes értékű főműsoros koncertet a Mixtape Fesztiválon Hersheyben. 2016 novemberében a New Kids on the Block bejelentette, hogy Abdul velük és a Boyz II Men együtt turnézik majd a Total Package Tour keretében 2017-ben; ez volt az első turnéja 25 év után. A turné 2017. május 12-én indult Columbusban és július 16-án zárult Hollywoodban, összesen 47 fellépéssel. Az Elle magazinnak adott interjújában elmondta, hogy „sok oka” volt annak, amiért több mint két évtized után visszatért a színpadra: „Hosszú szünetet tartottam, és korábban sérüléseket is szenvedtem. Aztán visszatértem a televízióba az American Idol-lal, ami egy jó évtizedet kitett az életemből. Utána újra több tévés munkát is vállaltam. Mindig vissza akartam térni a színpadra, mert hiányzott. Újra közel akartam kerülni azokhoz az emberekhez, akik egész pályafutásom során támogattak, és szerettem volna újra találkozni velük. Ráadásul állandóan megkérdezték, hogy valaha újra csinálom-e! Végül azt mondtam: Tudod mit, akarom, és prioritássá fogom tenni. Nagyon szenvedélyesen szeretem, szórakoztató is, és szeretnék kapcsolódni a rajongóimhoz szerte az országban.”
2018 júliusában bejelentette, hogy ősszel Észak-Amerikában szóló főműsoros turnéra indul, amelynek címe Straight Up Paula! lesz, debütáló stúdióalbuma, a Forever Your Girl megjelenésének 30. évfordulója alkalmából. A turné 2018. október 18-án indult Tulsa városában és 2019. június 7-én ért véget Los Angelesben, összesen 25 fellépéssel. 2019-ben a Billboard Music Awards gálán adta elő legnagyobb slágereinek egyvelegét, ő zárta az estét. 2019. május 1-jén bejelentette első Las Vegas-i rezidenciafellépését, amely a Paula Abdul: Forever Your Girl címet kapta. Az első széria 2019. augusztus 13-án kezdődött, 20 előadásból állt, és 2020 januárjában ért véget. 2019. június 7-én Abdul nyitotta meg az LA Pride rendezvényt.
Az America’s Got Talent tizennegyedik évadának döntőjében is fellépett a Light Balance Kids, Brian King Joseph és Tyler Butler-Figueroa társaságában, hogy meglepjék Simon Cowellt. 2020 októberében bejelentették, hogy zsűritagként fog szerepelni a Fox valóságshow-jában, a The Masked Dancer-ben. 2021 áprilisában az ABC közölte, hogy vendégzsűriként visszatér az American Idol-ba, amíg Luke Bryan betegszabadságon volt, miután Covid19-et diagnosztizáltak nála. Vendégzsűriként visszatért a Dancing with the Stars-ba is, a Music Video Night epizódban a 32. évad során. 2023-ban csatlakozott a Broadway-musical, a How to Dance in Ohio producercsapatához. Szerepelt továbbá versenyzőként a Celebrity Wheel of Fortune műsorban is. 2024-ben társfellépőként vett részt a The Magic Summer Tour-on. A szeptember 2024-re tervezett Straight Up! to Canada Tour azonban végül elmaradt. 2025. március 2-án zsűritag volt a Let's Dance tizedik évadának első fordulójában, amely a Strictly Come Dancing szlovák adaptációja, és a TV Markíza mutatta be. A műsort Inchebából sugározták.

## Magánélet

### Házasságai és kapcsolatai
Abdul 1992 és 1994 között volt először házas. Férje Emilio Estevez volt, majd 1996-ban férjhez ment Brad Beckermant divattervezőhoz. Az esküvő Bristolban volt a Carousel Múzeumnál, azonban 1998-ban elváltak, kibékíthetetlen ellentétekre hivatkozva.
2006 Valentin napján Abdul Dr. Phil műsorában vendégeskedett, és a szerelemről, valamint a kapcsolatokról vallott. A műsorban Phil McGraw adott neki tanácsot.
2007 július közepén Abdul bejelentette, hogy új kapcsolata van születőben a nála 12 évvel fiatalabb JT Tirregiani személyében. Ahogyan Abdul nyilatkozta, nem is keresett kapcsolatot, hanem csak úgy jött. Ez általában így történik, ha nem keres senkit az ember, akkor talál. – nyilatkozta. Azonban 2008 júniusában szakítottak, hivatkozva feszített munkatempójukra.

### Vallása
Abdul büszke zsidó gyökereire. Korábban azt nyilatkozta, hogy "Az apám egy szíriai zsidó, akinek a családja kivándorolt Brazíliába." Anyám kanadai zsidó gyökerű. 2006 novemberében az izraeli turisztikai miniszter Isaac Herzog meghívta őt Izraelbe, így egy korábbi álma vált valóra azzal, hogy Izraelbe látogatott az ott megrendezett ünnepre a Bat Mitcvah rituáléra.

### Balesetei és egészségügyi problémái
2004. december 20-án Abdul Los Angeles egyik autópályáján Mercedes típusú gépjárművével sávváltás közben letolt egy másik járművet. Az autó vezetője és utasa megsérült. Abdul autójának rendszámát felírták, és megbüntették 2005. március 24-én 900 dollár pénzbírságra. Jogosítványát 24 hónapra bevonták, és még kötelezték a másik autóban keletkezett kár 775 dollár megfizetésére is.
2006. április 4-én Abdul feljelentést tett egy hollywoodi rendőrségen, azt állítva, hogy ő volt az áldozata egy partin egy akkumulátor dobálásnak, ami április 2-án hajnali 1 órakor történt. A rendőrség szóvívője szerint Abdul karját egy férfi megragadta, és úgy vágta neki a falnak. Agyrázkódást és gerincsérülést szenvedett.
2005 áprilisában kiderült, hogy Abdul idegrendszeri betegségben szenved, úgynevezett reflex szimpatikus disztrófiában (CRPS), és az okoz neki fájdalmat.

### Abdul, mint állatvédő aktivista
Abdul 2009 májusában a Nemzeti Vakvezető Kutyák hónapjában Dick Van Patten-nel felhívta a figyelmet a vak emberekkel való bánásmódra, és az ehhez kapcsolódó segítségre, hogy mennyire fontos a vakvezető kutyák szeretete, figyelme. Abdul mindazonáltal megjegyezte, hogy nem visel valódi szörmét.

## Diszkográfia
Stúdióalbumok
- Forever Your Girl (1988)
- Spellbound (1991)
- Head Over Heels (1995)

## Filmográfia

### Film
| Év   | Magyar cím                                     | Eredeti cím                             | Szerep         | Magyar hang |
| ---- | ---------------------------------------------- | --------------------------------------- | -------------- | ----------- |
| 2011 |                                                | Junior High School                      | Sherry         |             |
| 1983 | Koraéretlenek                                  | Private School                          | pompomlányként |             |
| 1986 |                                                | A Smoky Mountain Christmas              | koreográfus    |             |
| 1987 | Bérbarátnő álomáron                            | Can't Buy Me Love                       | táncos         |             |
| 1991 | L.A. Story – Az őrült város                    | L.A. Story                              | görkorcsolyás  |             |
| 1997 | A rettegés árnyékában                          | Touched By Evil                         | Ellen Collier  |             |
| 1998 |                                                | The Waiting Game                        | Amy Fuentes    |             |
| 1999 | Mindörökké rock ’n’ roll: Az Alan Freed sztori | Mr. Rock 'n' Roll: The Alan Freed Story | Denise Walton  |             |
| 2002 | Az álcázás mestere                             | The Master of Disguise                  | koreográfus    |             |
| 2005 | Robotok                                        | Robots                                  | óra (hangja)   |             |
| 2005 | Romy és Michele: A kezdetek                    | Romy and Michele: In the Beginning      | önmaga         |             |
| 2009 | Brüno                                          | Brüno                                   | önmaga         |             |
| 2018 | Ikertitok                                      | A Sister's Secret                       | Tupper nyomozó |             |
| 2020 |                                                | Impractical Jokers: The Movie           | önmaga         |             |
| 2022 | Chip és Dale: A Csipet Csapat                  | Chip 'n Dale: Rescue Rangers            | önmaga         |             |

### Televízió
| Év                               | Magyar cím                          | Eredeti cím                              | Szerep          | Megjegyzések                                                                      |
| -------------------------------- | ----------------------------------- | ---------------------------------------- | --------------- | --------------------------------------------------------------------------------- |
| 1988                             |                                     | Soul Train                               | önmaga          | 1 epizód                                                                          |
| 1988                             |                                     | Showtime at the Apollo                   | önmaga          | 2 epizód                                                                          |
| 1989                             |                                     | The Tracey Ullman Show                   | önmaga          | 1 epizód                                                                          |
| 1990                             |                                     | Going Live!                              | önmaga          | 1 epizód                                                                          |
| 1995                             |                                     | Fully Booked                             | önmaga          | 1 epizód                                                                          |
| 1996                             |                                     | Muppets Tonight                          | önmaga          | 1 epizód                                                                          |
| 1996                             | Cybill                              | Cybill                                   | önmaga          | 1 epizód                                                                          |
| 1996                             |                                     | The Single Guy                           | önmaga          | 1 epizód                                                                          |
| 1998, 2005                       |                                     | Saturday Night Live                      | önmaga          | 2 epizód                                                                          |
| 1998                             | Kerge város                         | Spin City                                | önmaga          | 1 epizód                                                                          |
| 1999                             |                                     | The Wayans Bros.                         | Sasha           | 1 epizód                                                                          |
| 1999                             | Sok hűhó                            | All That                                 | önmaga          | 1 epizód                                                                          |
| 1999                             |                                     | Chicken Soup for the Soul                | önmaga          | 1 epizód                                                                          |
| 1999                             | Sabrina, a tiniboszorkány           | Sabrina, the Teenage Witch               | önmaga          | 1 epizód                                                                          |
| 2002                             | Mad TV                              | Mad TV                                   | önmaga          | 1 epizód                                                                          |
| 2002                             |                                     | Hollywood Squares                        | önmaga          | műsorvezető                                                                       |
| 2002–2010, 2013, 2016, 2021–2022 |                                     | American Idol                            | önmaga          | - zsűritag (2002–2009) - vendég (2010, 2013, 2016, 2022) - vendég zsűritag (2021) |
| 2003                             |                                     | Ant & Dec's Saturday Night Takeaway      | önmaga          | 1 epizód                                                                          |
| 2003–2006                        | Hollywoodi történetek               | E! True Hollywood Story                  | önmaga          | vendég                                                                            |
| 2004                             |                                     | Driven                                   | önmaga          | 1 epizód                                                                          |
| 2004                             |                                     | The Bernie Mac Show                      | önmaga          | 1 epizód                                                                          |
| 2004                             |                                     | That’s So Raven                          | műsorvezető     | 1 epizód                                                                          |
| 2005                             |                                     | Your Total Health                        | önmaga          | 1 epizód                                                                          |
| 2005                             |                                     | Fashion in Focus                         | önmaga          | 1 epizód                                                                          |
| 2005                             |                                     | Biography                                | önmaga          | 1 epizód                                                                          |
| 2005                             |                                     | Dateline NBC                             | önmaga          | 1 epizód                                                                          |
| 2005                             |                                     | All of Us                                | önmaga          | 1 epizód                                                                          |
| 2005                             | Bokszakadémia                       | The Contender                            | önmaga          | 1 epizód                                                                          |
| 2005                             |                                     | I Love the '80s 3-D                      | önmaga          | 10 epizód                                                                         |
| 2005                             |                                     | Less Than Perfect                        | Kathleen        | 1 epizód                                                                          |
| 2005, 2007                       | Family Guy                          | Family Guy                               | önmaga (hangja) | 2 epizód                                                                          |
| 2006, 2018                       |                                     | The X Factor                             | önmaga          | vendég                                                                            |
| 2007                             |                                     | Hey Paula                                | önmaga          | főszereplő                                                                        |
| 2007                             |                                     | The Friday Night Project                 | önmaga          | műsorvezető                                                                       |
| 2008                             |                                     | RAH! Paula Abdul's Cheerleading Bowl     | önmaga          | műsorvezető                                                                       |
| 2008                             |                                     | Hollywood Residential                    | önmaga          | 1 epizód                                                                          |
| 2008                             |                                     | Hotel Babylon                            | önmaga          | 1 epizód                                                                          |
| 2009                             |                                     | InFANity                                 | önmaga          | 1 epizód                                                                          |
| 2009                             |                                     | Howie Do It                              | önmaga          | 1 epizód                                                                          |
| 2009                             |                                     | E! Investigates                          | önmaga          | 1 epizód                                                                          |
| 2009                             |                                     | VH1 Divas                                | önmaga          | műsorvezető                                                                       |
| 2009–2011                        | Haláli testcsere                    | Drop Dead Diva                           | önmaga          | mellékszereplő                                                                    |
| 2011                             |                                     | Live to Dance                            | önmaga          | zsűritag                                                                          |
| 2011                             |                                     | The X Factor                             | önmaga          | - zsűritag - magyar hangja: - Udvarias Anna                                       |
| 2012                             |                                     | I Will Survive                           | önmaga          | 1 epizód                                                                          |
| 2012, 2023                       |                                     | Dancing with the Stars                   | önmaga          | vendég zsűritag                                                                   |
| 2013–2014                        | RuPaul – Drag Queen leszek!         | RuPaul's Drag Race                       | önmaga          | vendég zsűritag                                                                   |
| 2013–2016                        |                                     | So You Think You Can Dance               | önmaga          | zsűritag                                                                          |
| 2014                             |                                     | So You Think You Can Dance Australia     | önmaga          | zsűritag                                                                          |
| 2014                             | Szomszédok                          | Neighbours                               | önmaga          | 1 epizód                                                                          |
| 2015                             |                                     | Real Husbands of Hollywood               | önmaga          | 1 epizód                                                                          |
| 2015                             |                                     | Strictly Come Dancing                    | önmaga          | 1 epizód                                                                          |
| 2016                             |                                     | Cooper Barrett's Guide to Surviving Life | önmaga          | 1 epizód                                                                          |
| 2016                             | Playback párbaj                     | Lip Sync Battle                          | önmaga          | 1 epizód                                                                          |
| 2016                             |                                     | Bookaboo                                 | önmaga          | 1 epizód                                                                          |
| 2017                             | Amerika Huangjai                    | Fresh Off the Boat                       | Holly           | 1 epizód                                                                          |
| 2018                             |                                     | Impractical Jokers: After Party          | önmaga          | 1 epizód                                                                          |
| 2019                             |                                     | America’s Got Talent                     | önmaga          | 1 epizód                                                                          |
| 2020                             |                                     | Celebrity Ghost Stories                  | önmaga          | 1 epizód                                                                          |
| 2020                             |                                     | Impractical Jokers: Dinner Party         | önmaga          | 1 epizód                                                                          |
| 2020–2021                        |                                     | The Masked Dancer                        | önmaga          | zsűritag                                                                          |
| 2021                             |                                     | For Real: The Story of Reality TV        | önmaga          | 1 epizód                                                                          |
| 2021                             |                                     | Secret Celebrity Renovation              | önmaga          | 1 epizód                                                                          |
| 2021                             | Meghatározó filmek a múltból        | The Movies That Made Us                  | önmaga          | 1 epizód                                                                          |
| 2021                             |                                     | Superstar                                | önmaga          | 1 epizód                                                                          |
| 2021                             |                                     | I Can See Your Voice                     | önmaga          | vendég zsűritag                                                                   |
| 2021                             |                                     | The Greatest AtHome Videos               | önmaga          | 1 epizód                                                                          |
| 2022                             |                                     | Janet Jackson                            | önmaga          | 2 epizód                                                                          |
| 2022                             | A csillogás birodalma               | Bling Empire                             | önmaga          | 1 epizód                                                                          |
| 2022                             |                                     | American Rescue Dog Show                 | önmaga          | zsűritag                                                                          |
| 2022                             | Szerelemre tervezve                 | Made for Love                            | Anydoors        | mellékszereplő                                                                    |
| 2023                             |                                     | The Muppets Mayhem                       | önmaga          | 1 epizód                                                                          |
| 2023                             |                                     | Luann & Sonja: Welcome to Crappie Lake   | önmaga          | 1 epizód                                                                          |
| 2023                             | Gordon Ramsay – A pokol konyhája    | Hell's Kitchen                           | önmaga          | 1 epizód                                                                          |
| 2023                             |                                     | Celebrity Wheel of Fortune               | Anydoors        | 1 epizód                                                                          |
| 2024                             | Beverly Hills igazi háziasszonyai   | The Real Housewives of Beverly Hills     | önmaga          | 1 epizód                                                                          |
| 2024                             | Impractical Jokers – Totál szívatás | Impractical Jokers                       | önmaga          | 1 epizód                                                                          |